# Philip Catherine

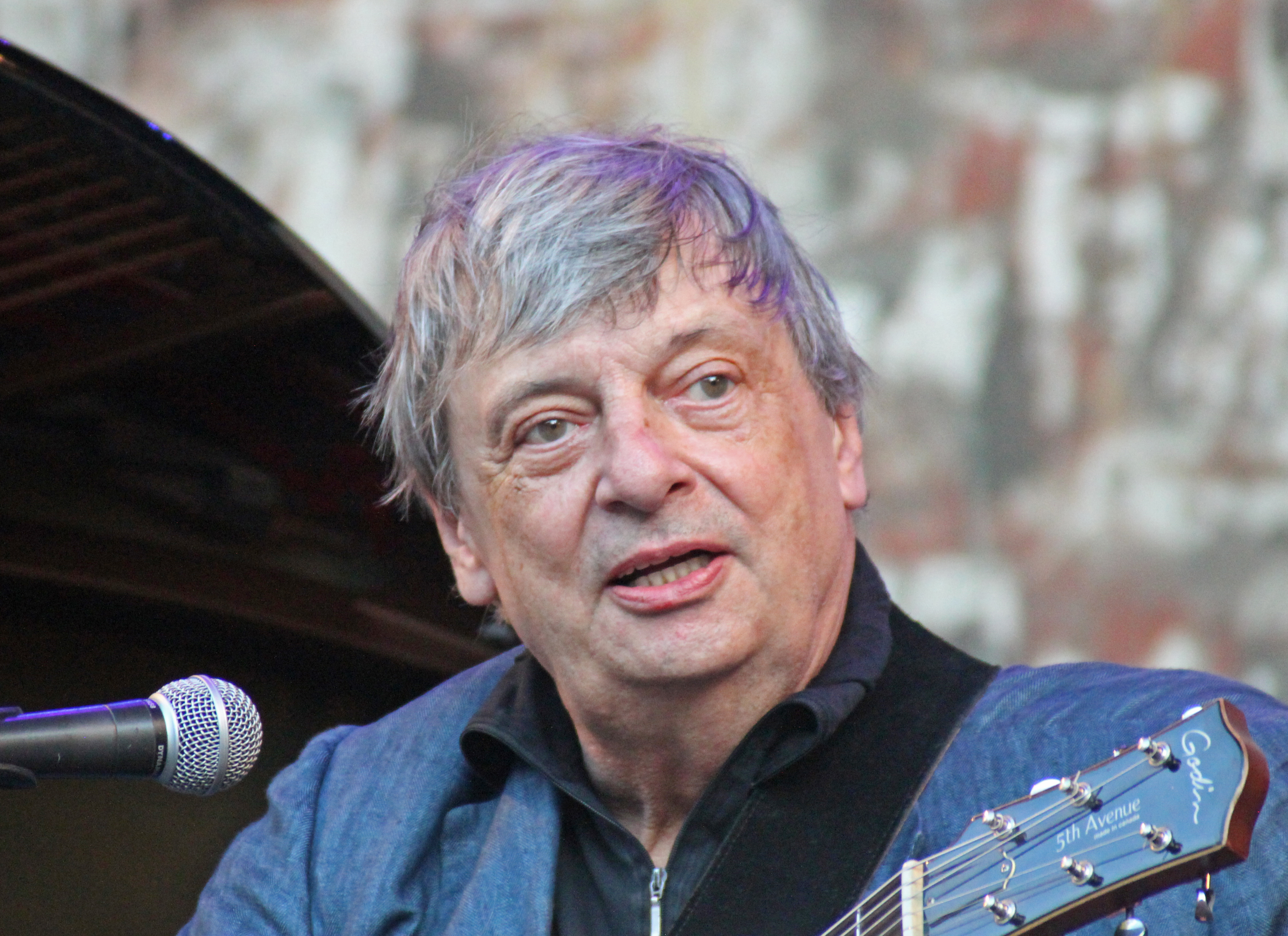
Philip Catherine (2017)

Philip Catherine (* 27. Oktober 1942 in London) ist ein belgischer Jazzgitarrist.

## Leben und Wirken
Philip Catherine, Sohn einer Engländerin und eines Belgiers, stammt aus einer musikalischen Familie. Sein Großvater spielte die erste Violine im London Symphony Orchestra. Er lernte seinen Vater erst nach dem 29. April 1945 und der Befreiung des KZ Dachau kennen, wo dieser als Mitglied der belgischen Résistance interniert gewesen war. Nach Zwischenstationen in Düsseldorf und Bremen wuchs er mit seinen Eltern in Brüssel auf. Er entdeckte die Gitarre und lernte sie zu spielen, nachdem er Georges Brassens gehört hatte. Über seinen Gitarrenlehrer entdeckte er sein Interesse am Jazz. Einen großen Einfluss hatte die Musik von Django Reinhardt auf seine Entwicklung als Gitarrist. Er entwickelte einen singenden Ton auf der Gitarre, der ihn leicht identifizierbar macht.
Ab 1959 begann Catherine professionell zu spielen. 1961 spielte er mit Lou Bennett seine erste Tournee, gastierte mit diesem und Franco Manzecchi zudem im Jazzclub Blue Note in Paris, begleitete in den 1960er Jahren aber während seines Wirtschaftsstudiums auch Dexter Gordon und Stéphane Grappelli und trat 1966 abermals mit Bennett und Manzecchi auf in Prag und in Warschau beim Jazz Jamboree. Mit einem Sextett, das er mit Jacques Bekaert leitete, wurde er zum Montreux Jazz Festival 1969 eingeladen. Nach seinem Militärdienst war er 1971/1972 Mitglied des Quintetts „Experience “von Jean-Luc Ponty, mit Joachim Kühn am Piano, nachdem er seine erste LP Stream (mit Jiggs Whigham) aufgenommen hatte, die Sacha Distel produziert hatte. Mit Charlie Mariano und Jasper van’t Hof spielte er seit 1973 in der Gruppe „Pork Pie“. Daneben legte er weitere Alben unter eigenem Namen wie Guitars vor.

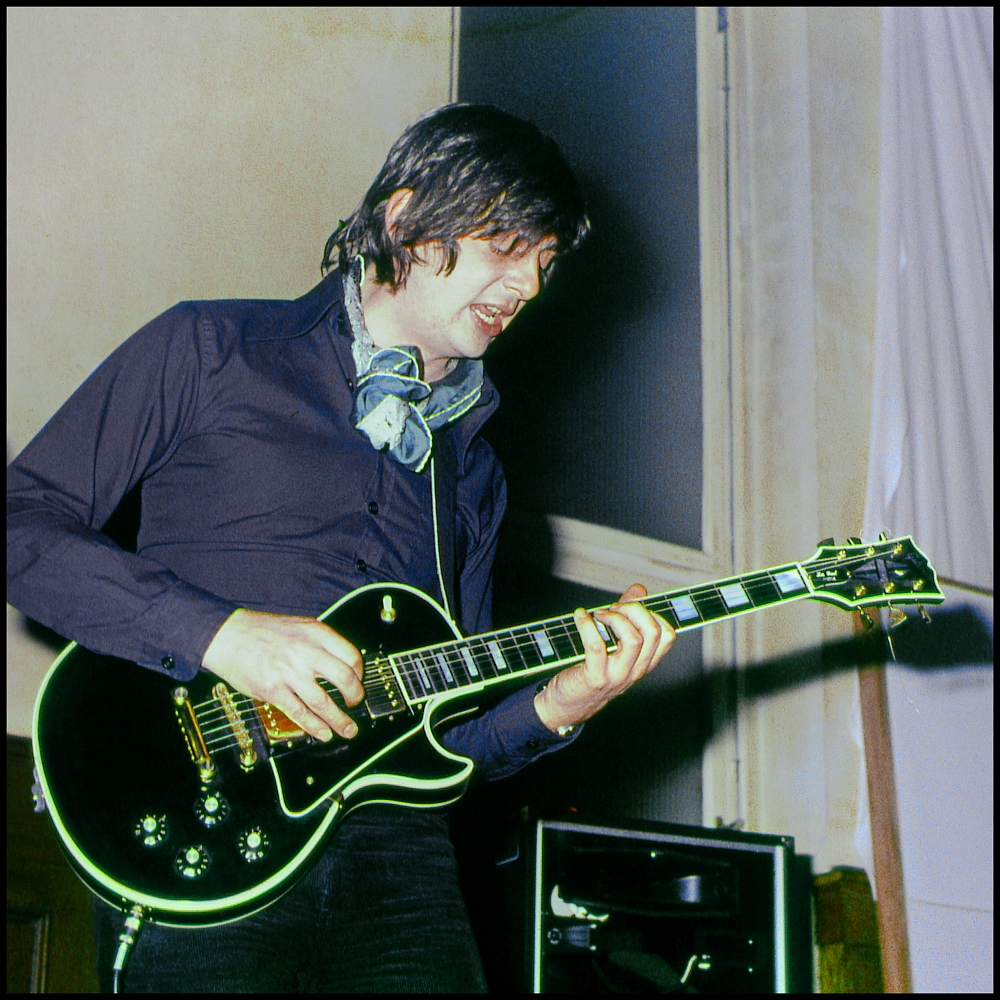
Philip Catherine mit Pork Pie (1974)

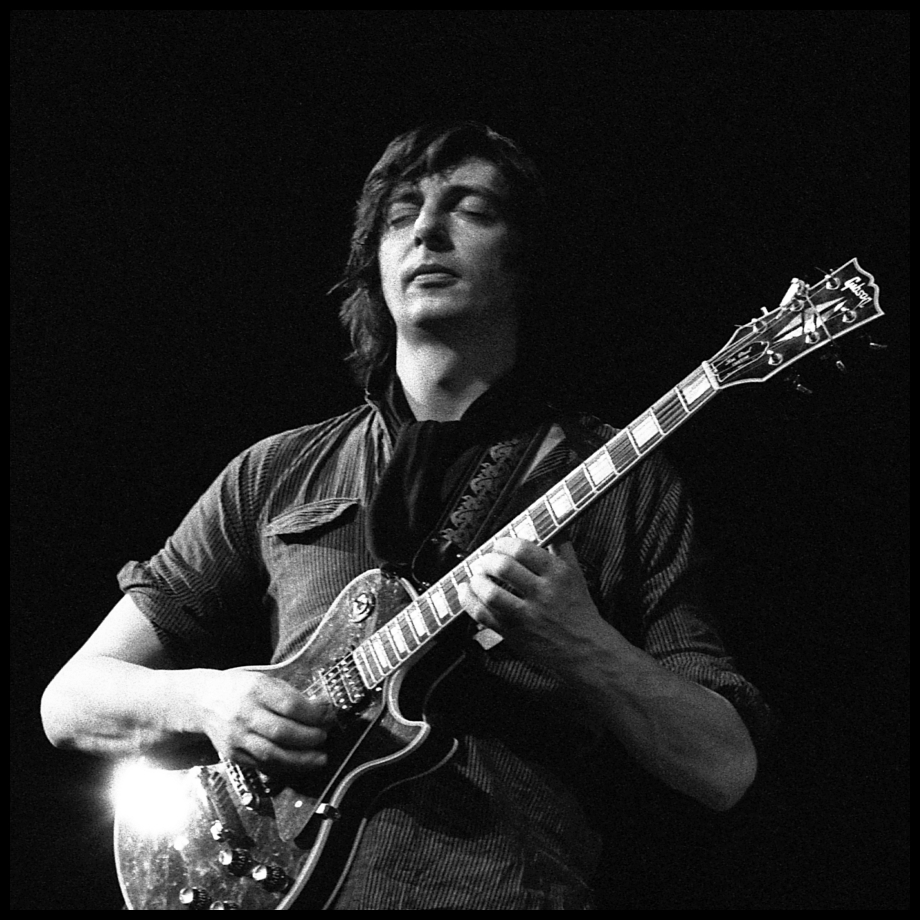
Philip Catherine mit 'Pork Pie' (1978)

Catherine spielte auch im Duo mit Larry Coryell (den er wieder näher zur akustischen Gitarre brachte), zuerst spontan auf den Berliner Jazztagen 1976, später auch auf Alben (Twinhouse, Splendid 1978). Videoaufnahmen von ihrem Duo-Auftritt beim Montreux Jazz Festival 1977 veranlassten Charles Mingus, die beiden Gitarristen zur Aufnahme seines Albums Three or Four Shades of Blues einzuladen. Mingus verlieh ihm den Beinamen „Young Django.“
Seitdem ist Catherine in den verschiedensten Besetzungen mit vielen namhaften Musikern wie Chet Baker (6 Alben), Tom Harrell (3 Alben), Didier Lockwood (im Trio mit Christian Escoudé), Rudolf Dašek, Charlie Mariano, Benny Goodman, Charles Mingus, Carla Bley, Klaus Doldinger, Alphonse Mouzon, Niels-Henning Ørsted Pedersen (3 Alben) oder Miroslav Vitouš aufgetreten.
Catherine erhielt eine Reihe von Preisen als Jazzmusiker, so war er 1978 Künstler des Jahres der Deutschen Phono-Akademie, 1995 erhielt er den belgischen „Django d’Or“, 1998 den französischen „Django d’Or“.

## Diskographische Hinweise

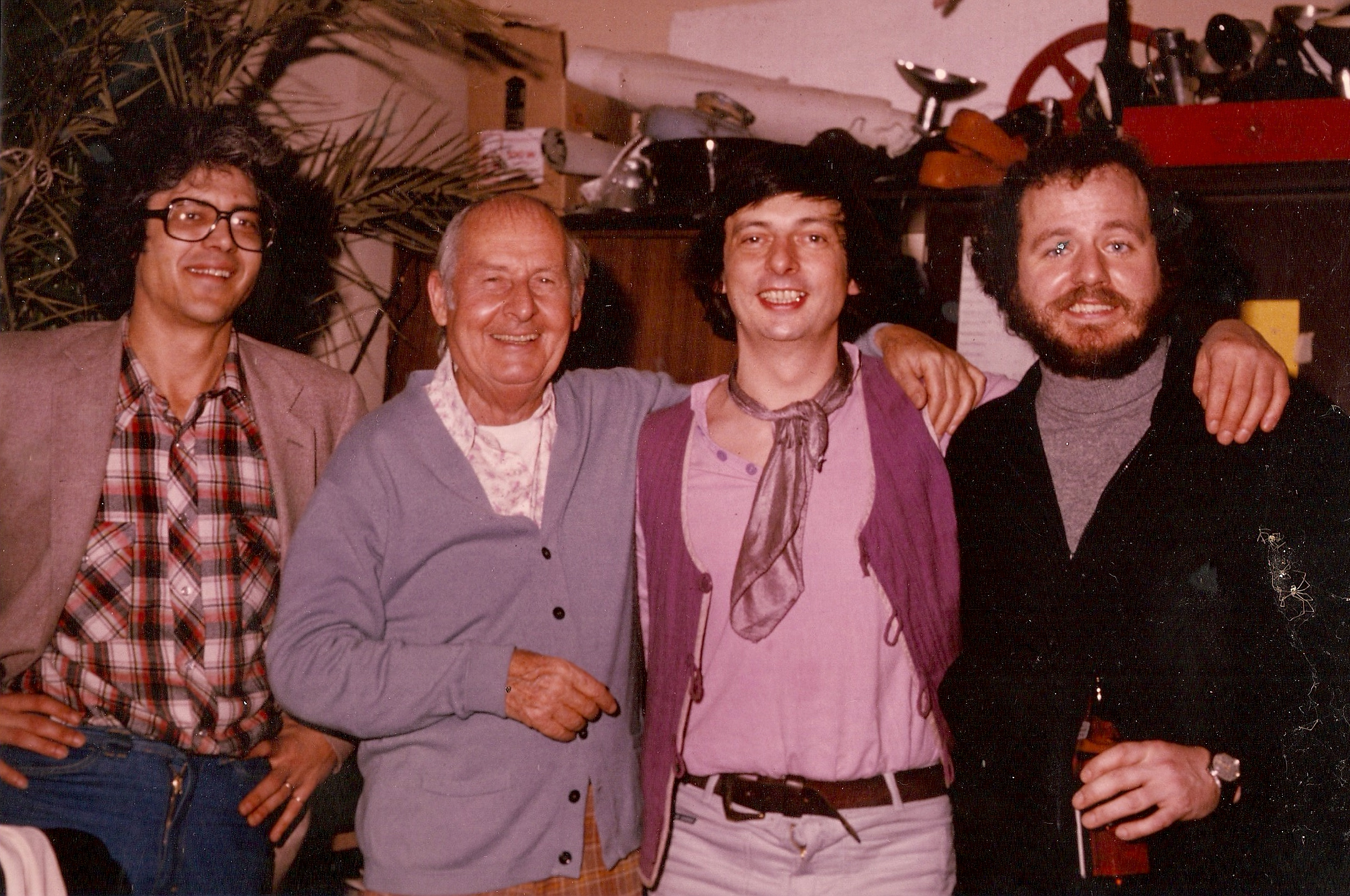
Catherine (2. von rechts) mit (von links) Larry Coryell, Stéphane Grappelli und Niels-Henning Ørsted Pedersen

- September Man (1974) (mit Charlie Mariano, Jasper van’t Hof, Palle Mikkelborg, Gerry Brown, John Lee)
- Guitars (1975) (mit Charlie Mariano, Jasper van’t Hof, John Lee, Gerry Brown, Rob Franken)
- Twin House (1977) (mit Larry Coryell)
- Young Django (1978) (mit Larry Coryell, Stéphane Grappelli und Niels-Henning Ørsted-Pedersen)
- Sleep My Love (1979) mit Charlie Mariano, Jasper van't Hof
- Babel (1980) (mit Andre Ceccarelli, Jannick Top, Jean-Claude Petit)
- End of August (1982) (mit Charlie Mariano, Trilok Gurtu, Nicolas Fiszman)
- Transparence (Inak, 1986)
- September Sky (September, 1988)
- Art of the Duo (Enja, 1991) mit Niels-Henning Ørsted Pedersen
- Moods, Vol. 1 (Criss Cross, 1992) mit Tom Harrell
- Blue Prince (Dreyfus, 2000) mit Bert Joris, Hein van de Geyn, Hans van Oosterhout
- The Great Concert (Enja 2009) mit Charlie Mariano und Jasper van’t Hof
- New Folks (2014) mit Martin Wind
- The String Project – Live in Brussels (2015) mit dem Orchestre Royal de Chambre de Wallonie
- La belle vie (2019) mit Emmanuel Bex und Aldo Romano
- Larry Coryell & Philip Catherine: Jazz at Berlin Philharmonic XI: The Last Call (ACT, 2017, ed. 2021)
- Pourquoi (Enja 2022) mit Paulo Morello und Sven Faller[5]

## Lexigraphische Einträge
- Ian Carr, Digby Fairweather, Brian Priestley: Rough Guide Jazz. Der ultimative Führer zur Jazzmusik. 1700 Künstler und Bands von den Anfängen bis heute. Metzler, Stuttgart/Weimar 1999, ISBN 3-476-01584-X.
- Wolf Kampmann (Hrsg.), unter Mitarbeit von Ekkehard Jost: Reclams Jazzlexikon. Reclam, Stuttgart 2003, ISBN 3-15-010528-5.
- Martin Kunzler: Jazz-Lexikon. Band 1: A–L (= rororo-Sachbuch. Bd. 16512). 2. Auflage. Rowohlt, Reinbek bei Hamburg 2004, ISBN 3-499-16512-0.